# Irina Ruppert
Irina Ruppert (* 1968 in Aktjubinsk, Kasachstan) ist Fotografin und Dozentin für Künstlerische Dokumentarfotografie an der Hochschule für Angewandte Wissenschaften Hamburg sowie an der Ostkreuzschule in Berlin.

## Leben und Werk
Irina Ruppert absolvierte ihr Diplom 2002 an der HAW Hamburg im Fachbereich Design, Schwerpunkt Fotografie, bei Ute Mahler. Ab 2003 fotografierte sie für namhafte Magazine und Zeitungen, darunter Die Zeit, Du, Stern und Geo. Ihre Arbeiten wurden international ausgezeichnet und ausgestellt, u. a. in den Deichtorhallen Hamburg, beim Fotofestival in Arles und in der State Art Gallery in Russe. Seit 2004 ist Ruppert Mitglied der unabhängigen Bildagentur laif.
Bekanntheit erlangte Irina Ruppert durch ihren Bildband Rodina, für den sie in Russland und Osteuropa fotografierte und der sich mit biografischer Auswanderung auseinandersetzt. Auch ihre fotografischen Arbeiten Cortorar Gypsies über traditionell lebende Roma in Rumänien und Erz. 7139 über Saisonarbeiter in Rheinland-Pfalz erfuhren große Resonanz. Werke Rupperts sind im Altenburg Auktionshaus, im Forum für Fotografie, in der Kominek Galerie in Berlin und in der Sammlung der ZF Kunststiftung vertreten.

## Ausgewählte Einzel- und Gemeinschaftsausstellungen (E/G)
- 2003: 57° Eurasien, Forum für Fotografie und Kunst, Köln (G)
- 2004: Im Osten, Goethe Institute, Galerie Akademija, Vilnius (G)
- 2005: Life, Gallery of Fine Arts Koroska, Slowenien (G)
- 2005: Zwischenraum, Marta Hoepffner-Preis, Stadtmuseum Hofheim am Taunus (G)
- 2006: Berühmt, Klubfoto, Martin-Gropius-Bau, Berlin (G)
- 2007: Wurzeln 2, Zeppelin Museum, Friedrichshafen (E)
- 2012: Rodina, Kominek Galerie Berlin (E)
- 2012: Rodina, Goethe Institut Hamburg (E)
- 2013: Rodina, State Art Gallery Russe, Bulgarien (E)
- 2013: Rodina, Sélectionné pour le prix Voies off, Arles (G)
- 2015: Wurzeln 2, Zeppelin Museum, Friedrichshafen (G)
- 2015: Soldaten_0008-0129, Phototriennale Hamburg (E)
- 2016: Cortorar Gypsies, Forum für Fotografie, Köln (E)
- 2017: Erz. 7139, Feldausstellung, Dannstadt-Schauernheim (E)
- 2017: Heidrun, Port 25 – Raum für Gegenwartskunst, Mannheim (G)
- 2020: Vegetabilien Fotogramme, Ten Gallery, Mannheim (E)
- 2023: Eyes on Hamburg: Georg Koppmann Preis für Hamburger Stadtfotografie, Museum der Arbeit, Hamburg (G)[14]

## Auszeichnungen/Stipendien
- 2004: DAAD-Stipendium

- 2005: Marta Hoepffner-Preis Anerkennung

- 2006: Stipendium der ZF Kunststiftung Friedrichshafen
- 2008: Grenzgänger-Stipendium der Robert Bosch Stiftung
- 2012: Stipendium VG Bild-Kunst
- 2016: Stipendium Künstlerdorf Schöppingen
- 2017: Projektförderung Match Box, Mannheim
- 2018: Stipendium VG Bild-Kunst
- 2021: Projektförderung Akademie der Künste, Sonderstipendium INITIAL[15]
- 2022: Georg Koppmann Preis[16]

## Kataloge/Bücher
- BFF Förderpreis, Katalog 2003
- Life, Katalog Gallery of Fine Arts Koroska, Slowenien 2005
- Zwischenraum, Marta Hoepffner-Preis Katalog, Stadtmuseum Hofheim am Taunus 2005
- Türkeireise, Piper Verlag 2006, mit dem Autor Christian Schüle
- Wurzeln 2, ZF Kunststiftung 2006
- Rodina, Peperoni Books 2011
- Eyemazing Editions, Annual Pictorial 2014
- Darmstädter Tage der Fotografie, Katalog 2014
- Cortorar Gypsies, Forum für Fotografie, Ausstellungskatalog 2016
- Soldaten_0008-0129, Kehrer Verlag 2023, ISBN 978-3-96900-139-4[17][18]